# Kazungula (Botswana)
Kazungula ist eine Stadt in Botswana mit 8704 Einwohnern (Stand: 2022), etwa 8 km östlich von Kasane, im Chobe District. Sie liegt an der Mündung des Chobe in den Sambesi und dem Vierländereck von Botswana, Namibia, Sambia und Simbabwe.
Die Kazungula Bridge führt von Kazungula über den Grenzfluss Sambesi nach Sambia, in den gleichnamigen Ort Kazungula (Sambia). Zudem gibt es Fährverbindungen. Kazungula grenzt zudem an Simbabwe. Es gibt Straßenverbindungen in das Okavangodelta, Richtung Francistown, in den namibischen Caprivizipfel nach Katima Mulilo sowie nach Victoria Falls und Livingstone.